# Worek prepucjalny
Worek prepucjalny – element samczych narządów genitalnych u Phthiraptera.
Worek prepucjalny zajmuje środkową część przestrzeni pomiędzy paramerami. Narząd ten jest dobrze rozwinięty zwłaszcza u wszołów głaszczkowych (Amblycera).